# 本田権平
本田 権平（ほんだ ごんぺい、前名・岩吉、1866年8月22日〈慶応2年7月13日〉 - 没年不明）は、日本の商人（米穀商）、会社役員、広島県多額納税者、広島商業会議所特別議員。族籍は広島県平民。

## 経歴
広島県人・先代権平の長男。1890年、家督を相続し、前名・岩吉を改める。先代の業・米穀商を経営する。有価証券売買業を営む。広島倉庫、広島信託、広島米肥、防石鉄道各監査役をつとめる。広島株式取引所取引員である。

## 人物
住所は広島市塚本町。

## 家族・親族
本田家
- 父・権平[2][4]
- 妻・ユハ（1876年 - ?、広島、土井元介の長女）[2][4]
- 養子[2][4]
  - タミ（1880年 - ?）[4]
  - シゲ（1900年 - ?、広島、海塚新八の長男彦三郎の妻）[4]

親戚
- 海塚新八[4]（広島県多額納税者、広島産業銀行頭取）
- 藤田一郎[4]（広島県多額納税者、土木建築請負業[11]、藤田組代表者） - 妻は土井元介の二女[11]。